# Nahda-Bewegung (Algerien)
Die Nahda-Bewegung (arabisch حركة النهضة, DMG Ḥarakat an-Nahḍa) ist eine algerische Partei. 

## Geschichte
Die Partei wurde 1989 von Scheich Abdallah Dschaballah gegründet. Dschaballah ist weltanschaulich von der ägyptischen Muslimbruderschaft und der Nahda, einer islamischen Reformbewegung des 19. Jahrhunderts, beeinflusst. Vorangegangen waren der Parteigründung informelle Lesekreise. Sie setzte sich für Verfassungsergänzungen ein, die religiösen und politischen Pluralismus begünstigen sollten, für Bildung und Bewahrung kultureller Identität. 
Nach innerparteilichen Konflikten wechselte 1999 der größte Teil ihrer Anhänger zur von Dschaballah neu gegründeten Bewegung für Nationale Reform (MRN) auf. Diese wurde bei den Parlamentswahlen von 2002 mit 43 Sitzen drittstärkste Kraft. Die verbleibende Nahda-Partei erhielt dagegen nur 0,6 Prozent der Stimmen und einen Sitz.